# Table des caractères Unicode/UFE10
Cette page contient des caractères spéciaux ou non latins. S’ils s’affichent mal (▯, ?, etc.), consultez la page d’aide Unicode.
Table des caractères Unicode U+FE10 à U+FE1F.

## Formes verticales
Formes de présentation verticale de signes de ponctuation courante, codées pour compatibilité avec la norme chinoise GB18030, et utilisées pour les différentes écritures idéographiques hanzi des langues chinoises (dont le mandarin qui utilise le style chinois simplifié, et le cantonais qui utilise le style chinois traditionnel, et d’autres langues d’Asie du Sud-Est), unifiés avec les formes de l’écriture kanji du japonais, celles de l’écriture hanja du coréen traditionnel et celles de l’ancienne écriture du vietnamien.

### Table des caractères
| en fr  | 0  | 1  | 2  | 3  | 4  | 5  | 6  | 7  | 8  | 9  | A | B | C | D | E | F |
| ------ | -- | -- | -- | -- | -- | -- | -- | -- | -- | -- | - | - | - | - | - | - |
| U+FE10 | ︐ | ︑ | ︒ | ︓ | ︔ | ︕ | ︖ | ︗ | ︘ | ︙ |   |   |   |   |   |   |